# Benny Carter
Bennett Lester Carter (Nueva York, 8 de agosto de 1907-Los Ángeles, California; 12 de julio de 2003) fue un músico estadounidense de jazz, clarinetista, saxofonista alto, trompetista, compositor, arreglista y director de big band.
Fue una de las principales figuras del jazz entre la década de 1930 y la de 1990, y es reconocido por otros músicos de jazz como el Rey (King). En 1958 actuó con Billie Holiday en el legendario Festival de Jazz de Monterrey. 
El National Endowment for the Arts premió a Benny Carter con su más alto honor en el jazz: el Premio NEA Jazz Masters de 1986. También recibió en 1987 el Premio Grammy a la carrera artística, el Premio Grammy en 1994 por su "Prelude to a Kiss" y, ese mismo año, una estrella en el Paseo de la Fama de Hollywood. Además, en 2000, y por solicitud del National Endowment for the Arts, recibió la Medalla Nacional de las Artes de manos del Presidente Bill Clinton.

## Biografía
Nacido en Nueva York en 1907, era el más joven y el único muchacho de tres hijos. Recibió sus primeras lecciones de piano de su madre y, en gran parte autodidacta, a los quince años Carter ya tocaba en diversos locales de Harlem. Entre 1924 y 1928 Carter consiguió una valiosa experiencia profesional como acompañante de algunas de las principales bandas de Nueva York. De joven, Carter vivía en Harlem cerca de Bubber Miley, que era el trompetista principal de Duke Ellington, lo cual dio la idea a Carter de comprar una trompeta, pero al convencerse de que era incapaz de tocar como Miley la cambió por un saxofón. A lo largo de dos años tocó junto a estrellas del jazz como el cornetista Rex Stewart, el clarinetista y saxofonista soprano Sidney Bechet, y los pianistas Earl Hines, Willie "The Lion" Smith, Fats Waller, James P. Johnson, y Duke Ellington con sus diferentes grupos.

### Primeras grabaciones
Su primera grabación tuvo lugar en 1928 con la Orquesta de Charlie Johnson, y al año siguiente organizó su primera big band. Tocó con Fletcher Henderson en 1930 y 1931, siendo su principal arreglista en esa época. Posteriormente dirigió brevemente el grupo de Detroit McKinney's Cotton Pickers antes de volver a Nueva York en 1932 y dirigir su propio grupo, en el que había estrellas del swing como Chu Berry (saxofón tenor), Teddy Wilson (piano), Sid Catlett (percusión), y Dicky Wells (trombón). Sus arreglos eran sofisticados y muy complejos, y muchas de sus composiciones llegaron a ser estandartes del swing interpretados por otras bandas ("Blue Lou" es un ejemplo de ello). Entre sus arreglos más significativos figuran "Keep a Song in Your Soul", escrita por Fletcher Henderson en 1930, y "Lonesome Nights" y "Symphony in Riffs" (1933). En los inicios de la década de 1930 él y Johnny Hodges eran considerados los principales saxofonistas altos de la época. Carter también redescubrió la trompeta, convirtiéndose en trompetista solista, y grabando ampliamente con dicho instrumento en los años treinta. La primera grabación en la que se leía el nombre de Carter fue el disco de 1932 del sello Crown "Tell All Your Day Dreams to Me", siendo acreditado como Bennie Carter and his Harlemites. La banda de Carter tocó en el Club Harlem de Nueva York, pero solo grabó unos pocos discos para Columbia Records, Okeh Records y Vocalion Records. 
En 1933 Carter tomó parte de una extraordinaria serie de sesiones con el líder de banda británico Spike Hughes, que había viajado a Nueva York para organizar grabaciones con los mejores músicos negros disponibles del momento. Estas grabaciones se editaron en Inglaterra con el título de Spike Hughes and His Negro Orchestra. Los músicos eran principalmente miembros del grupo de Carter, y se encontraban entre ellos Red Allen (trompeta), Dicky Wells (trombón), Wayman Carver (flauta), Coleman Hawkins (saxofón), J.C. Higginbotham (trombón), y Chu Berry (saxofón). Entre otros temas estaban "Nocturne," "Someone Stole Gabriel's Horn," "Pastorale," "Bugle Call Rag", "Arabesque," "Fanfare," "Sweet Sorrow Blues," "Music at Midnight," "Sweet Sue Just You," "Air in D Flat," "Donegal Cradle Song," "Firebird," "Music at Sunrise," y "How Come You Do Me Like You Do".

### Europa
Carter viajó a Europa en 1935 para tocar la trompeta con la orquesta de Willie Lewis, pasando a ser arreglista de la orquesta de baile de la British Broadcasting Corporation y haciendo varias grabaciones. En los siguientes tres años viajó por Europa, tocando y grabando con los principales músicos de jazz británicos, franceses y escandinavos, así como visitando a estrellas estadounidenses como su amigo Coleman Hawkins. Una grabación destacada es la que hizo en 1937, "Honeysuckle Rose," grabada con Django Reinhardt y Coleman Hawkins en Europa.

### Vuelta a Harlem y período en Los Ángeles
Nuevamente en Estados Unidos en 1938, rápidamente formó otra soberbia orquesta, con la cual pasó gran parte de los años 1939 y 1940 en el famoso Savoy Ballroom de Harlem. Sus arreglos eran muy solicitados y podían escucharse en grabaciones de Benny Goodman, Count Basie, Duke Ellington, Lena Horne, Glenn Miller, Gene Krupa, y Tommy Dorsey. Aunque solamente tuvo un gran éxito en la época de las big band (una canción humorística titulada “Cow-Cow Boogie,” cantada por Ella Mae Morse), en los años treinta Carter compuso y/o arregló muchas de las piezas que llegaron a ser clásicos de la era del swing, entre ellas “When Lights Are Low,” “Blues in My Heart,” y “Lonesome Nights.” 
En 1943 se mudó a Los Ángeles, California, haciendo cada vez más trabajo de estudio. Empezando con "Stormy Weather" en 1943, arregló docenas de bandas sonoras de producciones cinematográficas y televisivas. En Hollywood escribió arreglos para Billie Holiday, Sarah Vaughan, Billy Eckstine, Pearl Bailey, Ray Charles, Peggy Lee, Lou Rawls, Louis Armstrong, Freddie Slack y Mel Torme. En 1945 el trompetista Miles Davis hizo sus primeras grabaciones como acompañante de Carter en el disco Benny Carter and His Orchestra, considerándole como un buen amigo y como su mentor. Carter fue uno de los primeros negros en componer música para el cine, sirviendo como mentor e inspiración de Quincy Jones en los primeros trabajos cinematográficos de este en los años sesenta. 
Benny Carter visitó Australia en 1960 con su propio cuarteto, actuó en el Festival de Jazz de Newport de 1968 con Dizzy Gillespie, y grabó con una banda escandinava en Suiza ese mismo año. En su trabajo de estudio de los años sesenta figuran sus arreglos del tema de Peggy Lee Mink Jazz (1962) y el del sencillo "I’m A Woman".

### Academia
En 1969 Carter fue convencido por Morroe Berger, un profesor de sociología de la Universidad de Princeton que había hecho una tesis dedicada al jazz, para pasar un fin de semana interviniendo en clases, seminarios, y un concierto. Esto fue el inicio de una nueva actividad de Carter: la enseñanza. En los siguientes nueve años visitó Princeton cinco veces, casi siempre por breves períodos, excepto por una visita en 1973 en la cual pasó un semestre como profesor visitante. En 1974 Princeton le recompensó con una maestría honoraria en humanidades. Dirigió talleres y seminarios en varias otras universidades, y fue conferenciante en Harvard durante una semana en 1987.
A finales del verano de 1989 la serie de conciertos Classical Jazz del Lincoln Center de Nueva York celebró el 82.° aniversario de Carter con una selección de sus canciones cantadas por Ernestine Anderson y Sylvia Syms. En esa misma semana, en el Festival de Jazz de Chicago Carter presentó una recreación de su disco Further Definitions, tocando algunos de los músicos originales. En febrero de 1990 Carter lideró una banda con grandes estrellas en el Lincoln Center en un concierto homenaje a Ella Fitzgerald. Además, Carter era miembro del panel de asesores musicales del National Endowment for the Arts. En 1990 Carter fue nombrado "Artista de Jazz del Año " en votaciones llevadas a cabo por Down Beat y Jazz Times International Critics. En 1978 ingresó en ek Salón de la Fama de los Cineastas Negros y en 1980 recibió el Premio Golden Score de la  award of the American Society of Music Arrangers. Carter también recibió un Premio Kennedy en 1996, y doctorados honorarios por la Universidad de Princeton (1974), la Universidad Rutgers (1991), Harvard  (1994), y el Conservatorio de Nueva Inglaterra (1998).
Uno de los hechos más destacados de la carrera de Benny Carter fue su duración. Se ha dicho que es el único músico en haber grabado a lo largo de ocho diferentes décadas. También recibió el Jazz at Lincoln Center Award for Artistic Excellence y su música fue interpretada por la Orquesta de Jazz del Lincoln Center con Wynton Marsalis, Diana Krall y Bobby Short. 
Benny Carter falleció en el Hospital Cedars-Sinai de Los Ángeles, California, el 12 de julio de 2003, a causa de complicaciones surgidas tras padecer una bronquitis. Tenía 95 años de edad. En 1979 se había casado con Hilma Ollila Arons.

### Canciones compuestas por Carter
- "Blues In My Heart" (1931), con Irving Mills.
- "When Lights Are Low" (1936), con Spencer Williams.
- "Cow Cow Boogie (Cuma-Ti-Yi-Yi-Ay)" (1942), con Don Raye y Gene De Paul.
- "Key Largo" (1948), con Karl Suesdorf, Leah Worth.
- "Rock Me To Sleep" (1950), con Paul Vandervoort II.
- "A Kiss From You" (1964), con Johnny Mercer.
- "Only Trust Your Heart" (1964), con Sammy Cahn.

## Premios y reconocimientos
Incluido en el Salón de la Fama del Downbeat Jazz en 1977. Se le concedió una estrella en el Paseo de la Fama de Hollywood, en el 7080 de Hollywood Boulevard, por su actividad discográfica.

### Premios Grammy
- Ganados: 2[17]
- Nominaciones: 7

| Historia de los Premios Grammy de Benny Carter |                                                            |                      |        |               |           |
| Año                                            | Categoría                                                  | Título               | Género | Sello         | Resultado |
| 1994                                           | Mejor solo de jazz instrumental                            | "Prelude to a Kiss"  | Jazz   | Music Masters | Ganador   |
| 1994                                           | Mejor actuación instrumental de jazz - Individual o Grupal | Elegy in Blue        | Jazz   | Music Masters | Nominado  |
| 1993                                           | Mejor solo de jazz instrumental                            | "The More I See You" | Jazz   | Telarc        | Nominado  |
| 1992                                           | Mejor actuación de conjunto de jazz                        | Harlem Renaissance   | Jazz   | Music Masters | Nominado  |
| 1987                                           | Premio Grammy a la carrera artística                       |                      |        |               | Ganador   |
| 1986                                           | Mejor actuación de conjunto de jazz                        | Swing Reunion        | Jazz   | Musicmasters  | Nominado  |
| 1963                                           | Mejores arreglos                                           | Busted (Ray Charles) | R&B    | Rhino / Wea   | Nominado  |

## Selección de su discografía

### Álbumes
| Año  | Título                                          | Género | Sello                  |
| ---- | ----------------------------------------------- | ------ | ---------------------- |
| 2002 | Sketches on Standards                           | Jazz   | Past Perfect           |
| 1997 | Tickle Toe                                      | Jazz   | Vee-Jay                |
| 1997 | Live and Well in Japan                          | Jazz   | Pablo/OJC              |
| 1995 | Songbook                                        | Jazz   | Music Masters          |
| 1995 | New York Nights                                 | Jazz   | Music Masters          |
| 1992 | Harlem Renaissance                              | Jazz   | Music Masters          |
| 1987 | Central City Sketches                           | Jazz   | Music Masters          |
| 1961 | Further Definitions                             | Jazz   | Impulse                |
| 1959 | The Fabulous Benny Carter                       | Jazz   | Audio Lab              |
| 1957 | Jazz Giant                                      | Jazz   | Original Jazz Classics |
| 1954 | Moonglow                                        | Jazz   | Verve                  |
| 1945 | Benny Carter and His Orchestra with Miles Davis | Jazz   | Jazz Door              |
| 1935 | The Chocolate Dandies                           | Jazz   | DRG                    |

### Álbumes recopilatorios
- Royal Garden Blues (Quadromania: Benny Carter) (Membran/Quadromania, 2006)

- The Music Master: Benny Carter (Proper Box, 2004), 1930-1952 recordings.